# Wladimir Alexandrowitsch Dschanibekow
Wladimir Alexandrowitsch Dschanibekow (russisch Владимир Александрович Джанибеков; * 13. Mai 1942 in Iskandar, Provinz Taschkent, Usbekische SSR als Wladimir Alexandrowitsch Krysin) ist ein ehemaliger sowjetischer Kosmonaut. Er war 1978 Kommandant der ersten Raumfahrtmission, bei dem ein Raumschiff an einer Raumstation ausgewechselt wurde, und 1985 Kommandant einer komplizierten Reparatur-Mission zur Rettung der ausgefallenen Raumstation Saljut 7.

## Leben

### Luftstreitkräfte
Wladimir Dschanibekow, damals noch Wladimir Krysin (Владимир Крысин), besuchte verschiedene Schulen in Taschkent, unter anderem die Suworow-Schule bis zu ihrer Auflösung 1958. Ab 1960 studierte er Astrophysik, brach das Studium aber 1961 ab und ging auf das Höhere Militärfliegerinstitut der sowjetischen Luftstreitkräfte in Jeisk, das er 1965 mit Auszeichnung abschloss. Anschließend arbeitete er dort als Ausbilder.

### Namenswechsel
Bis zu seiner Heirat trug Dschanibekow den Familiennamen Krysin. Seine Frau Lilija Munirowna Dschanibekowa, eine Musiklehrerin im Sternenstädtchen Swjosdny Gorodok, entstammte altem usbekischem Adel aus der Nachkommenschaft von Dschani Beg. Da ihr Vater nur zwei Töchter hatte, wäre der Name Dschanibekow mit seinem Tod ausgestorben. Das Ehepaar verhinderte dies, indem Wladimir Krysin den Namen Dschanibekow annahm.

### Kosmonautentätigkeit

#### Auswahl und Ausbildung
Dschanibekow wurde am 27. April 1970 als Kosmonauten-Anwärter nominiert. Seine Ausbildungsgruppe bestand aus neun Piloten und Ingenieuren der sowjetischen Streitkräfte. Tatsächlich hatten 16 Personen die Tests bestanden, doch wurden sieben vom KGB oder der Kommunistischen Partei abgelehnt.
Die Grundausbildung erfolgte von Mai 1970 bis Juni 1972, am 15. Juni 1972 wurde er zum Kosmonauten ernannt. Anschließend wurde er dem Projekt Spiral 50-50 zugeteilt, das die Entwicklung eines wiederverwendbaren Raumgleiters zum Ziel hatte.

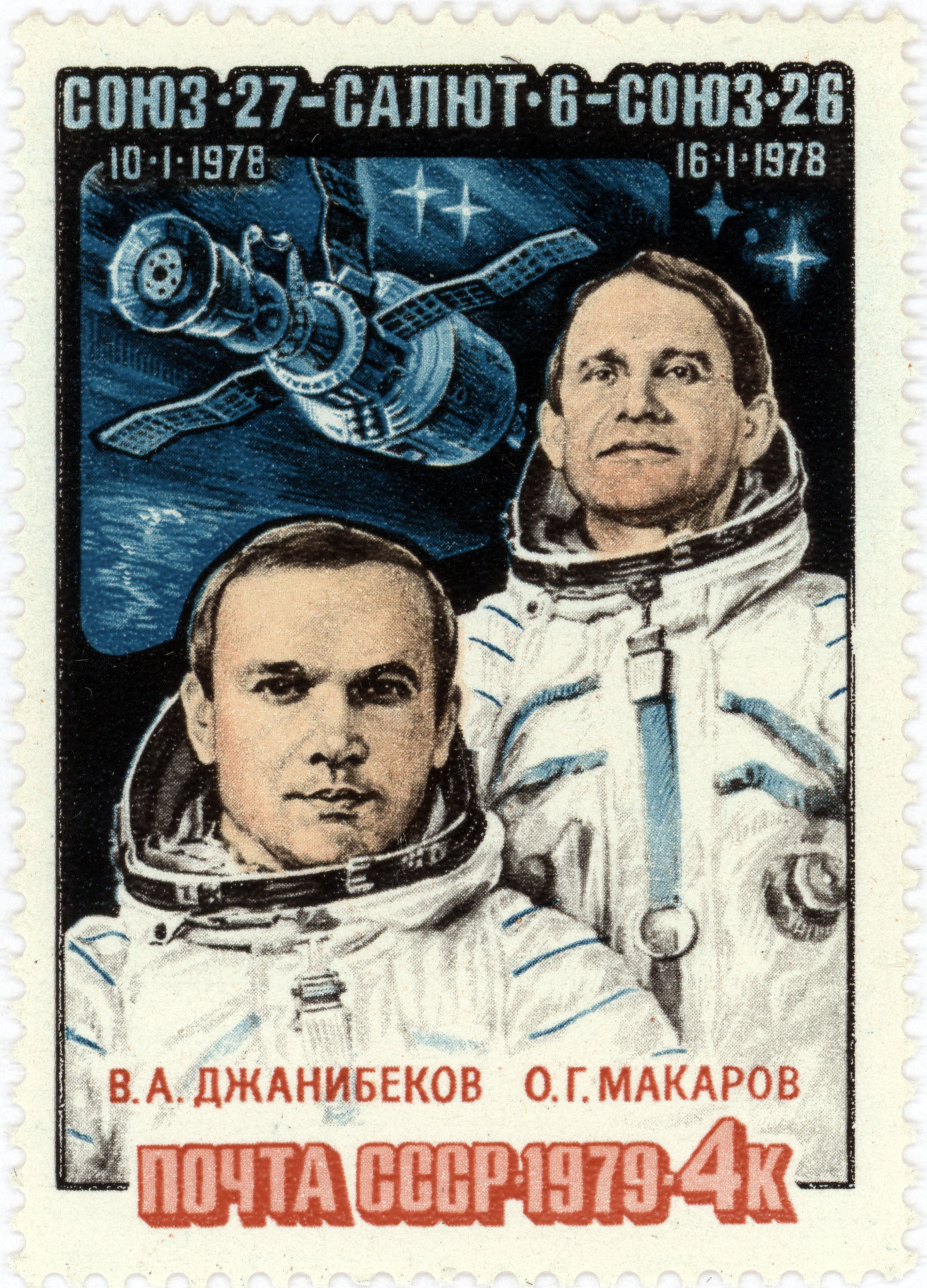
Dschanibekow auf einer sowjetischen Briefmarke

#### Apollo-Sojus
Schon im Dezember 1972 wurde Dschanibekow jedoch dem Apollo-Sojus-Test-Projekt zugeteilt, dem ersten internationalen Projekt der bemannten Raumfahrt. Im Mai 1973 wurde er als Ersatz-Kommandant für den Testflug Sojus 16 nominiert, bei dem ein Sojus-Raumschiff vorab das komplette Programm alleine simulieren sollte. Als Bordingenieur wurde ihm Boris Andrejew zugeordnet. Zur Vorbereitung gehörte im Juli 1973 auch ein Aufenthalt im Johnson Space Center in Houston, bei dem er zusammen mit amerikanischen Astronauten trainierte.
Nachdem der Testflug von Sojus 16 im Dezember 1974 erfolgreich verlaufen war, konzentrierte man sich auf den Flug von Sojus 19, bei dem erstmals ein sowjetisches und ein US-amerikanisches Raumschiff koppeln sollten. Dschanibekow diente hierbei in der Unterstützungsmannschaft. Der historische Flug fand im Juli 1975 statt.

#### Erster Flug: Raumschiffaustausch
Nach Ende des Apollo-Sojus-Test-Projekts wurde Dschanibekow für einen Flug zur neuen Raumstation Saljut 6 ausgebildet. Er sollte zusammen mit Pjotr Kolodin die erste Besuchsmannschaft bilden. Hierbei sollte erstmals ein Raumschiffswechsel an einer Raumstation durchgeführt werden, damit die Langzeitbesatzung länger an Bord bleiben konnte als ein Sojus-Raumschiff im All verwendbar war.
Das Kopplungsmanöver von Sojus 25 mit Wladimir Kowaljonok und Waleri Rjumin an Bord schlug im Oktober 1977 jedoch fehl. Der zweite Versuch von Sojus 26 mit Juri Romanenko und Georgi Gretschko gelang aber im Dezember 1977 und Saljut 6 konnte in Betrieb genommen werden.
Wie geplant führte Dschanibekow den Raumschiffwechsel durch. Als Bordingenieur war Kolodin inzwischen durch Oleg Makarow ersetzt worden. Dschanibekow und Makarow starteten am 10. Januar 1978 mit Sojus 27 und landeten am 16. Januar 1978 mit Sojus 26. Bei dieser Mission verwendete Dschanibekow erstmals sein Rufzeichen „Pamir“.
Eine Woche nach der Landung wurde Dschanibekow zum Oberst der sowjetischen Luftstreitkräfte befördert.

#### Zweiter Flug: Interkosmos
Ab November 1978 befand sich Dschanibekow im Interkosmos-Programm, das Piloten befreundeter Nationen einen Mitflug an Bord eines Sojus-Raumschiffes ermöglichte.
Für Sojus 36, bei dem ein ungarischer Kosmonaut an Bord sein sollte, war Dschanibekow Reserve-Kommandant. Dieser Flug fand im Mai/Juni 1980 statt. Da im April 1979 ein geplanter Raumschiffwechsel mit Sojus 33 nicht durchgeführt werden konnte und Sojus 34 unbemannt startete, hatte sich das ganze Interkosmos-Programm verzögert.
Nachdem Dschanibekow für die Interkosmos-Mission Sojus 36 Ersatz-Kommandant gewesen war, rückte er für Sojus 39 in die Hauptmannschaft auf. Sein Begleiter war Dschugderdemidiin Gurragtschaa aus der Mongolei. Der Start erfolgte am 22. März 1981, die Ankopplung an die Raumstation Saljut 6 am Folgetag. Ein Raumschifftausch war dieses Mal nicht geplant, und nach einer Woche Aufenthalt bei der Stammbesatzung Saljut 6 EO-6 erfolgte die Landung am 30. März.

#### Dritter Flug: Sowjetisch-französische Mission
Im Januar 1982 sprang Dschanibekow für den erkrankten Juri Malyschew ein und übernahm als Kommandant die Vorbereitung für eine sowjetisch-französische Mission zur Raumstation Saljut 7. Als Bordingenieur war Alexander Iwantschenkow nominiert. Komplettiert wurde die Mannschaft durch den Franzosen Jean-Loup Chrétien, der damit der erste Westeuropäer im All wurde.
Der Start von Sojus T-6 erfolgte am 24. Juni 1982. Dschanibekow war damit der zehnte Kosmonaut, der die damalige Rekordmarke von drei Raumflügen erreichte. Da kurz vor der Kopplung der Bordcomputer von Saljut 7 ausfiel, musste Dschanibekow die Annäherung und die Kopplung ausnahmsweise von Hand steuern.

#### Vierter Flug: Materialbearbeitung im All
Von April bis Oktober 1983 trainierte Dschanibekow zusammen mit Mussa Chiramanowitsch Manarow für einen Langzeitaufenthalt an Bord von Saljut 7, die Pläne wurden jedoch geändert, weil mit Sojus T-8 und Sojus T-10-1 zwei Flüge zu Saljut 7 misslangen. Dschanibekow sollte nun das Kommando für eine Kurzzeitmission übernehmen, um dringend benötigte Werkzeuge zur Raumstation zu bringen. Bordingenieurin für diesen Flug war Swetlana Sawizkaja mit ihrem zweiten Raumflug. Außerdem sollte Forschungskosmonaut Igor Wolk als künftiger Buran-Pilot die Auswirkungen der Schwerelosigkeits-Anpassung an die Flugfähigkeit eines Piloten untersuchen.
Der Start von Sojus T-12 erfolgte am 17. Juli 1984. Dschanibekow setzte mit seinem vierten Raumflug eine neue Rekordmarke für sowjetische Raumfahrer. Vor ihm hatten schon vier US-Astronauten (Lovell, Young, Conrad und Stafford) diese Schwelle erreicht.
Am Folgetag koppelte das Raumschiff an Saljut 7 an, wo sie von der dritten Langzeitbesatzung Saljut 7 EO-3 (Leonid Kisim, Wladimir Solowjow und Oleg Atkow) begrüßt wurden.
Am 25. Juli kam Dschanibekow zu seinem ersten Weltraumausstieg. Zusammen mit Sawizkaja verließ er die Raumstation, um unter Weltraumbedingungen neue Werkzeuge und Verfahren zu testen, unter anderem zum Schweißen, Schneiden und Beschichten von Metall. Dies war auch der erste Ausstieg einer Frau ins All.
Dschanibekow und Sawizkaja waren auch darauf vorbereitet, eine defekte Treibstoffleitung der Saljut zu reparieren. Kisim und Solowjow bestanden jedoch darauf, dies selbst durchzuführen, so dass Dschanibekow und Sawizkaja sich auf eine Einweisung beschränkten. Die Rückkehr von Sojus T-12 erfolgte am 29. Juli 1984.

#### Fünfter Flug: Reparatur-Mission zu Saljut 7
Der Start der vierten Langzeitbesatzung von Saljut 7 war für März 1985 vorgesehen. Im Februar fiel jedoch der Funkkontakt zur unbemannten Raumstation vollständig aus, so dass an eine normale Mission nicht mehr zu denken war. Stattdessen musste kurzfristig eine Reparatur-Mission vorbereitet werden, die unter dem Kommando von Dschanibekow stehen sollte.
Zusammen mit seinem Bordingenieur Wiktor Sawinych startete Dschanibekow am 6. Juni 1985 im Raumschiff Sojus T-13. Dieses Mal lagen sogar nur etwa 10 Monate zwischen seinen Raumflügen. Außerdem war er der erste sowjetische Kosmonaut, der einen fünften Raumflug durchführte. Auf amerikanischer Seite hatte nur John Young diese Marke erreicht.
Dschanibekow koppelte das Sojus-Raumschiff mit Handsteuerung an die funktionslose Raumstation an. Unter der Bezeichnung Saljut 7 EO-4 bildeten er und Sawinych damit die vierte Langzeitbesatzung von Saljut 7. Die Kosmonauten fanden die Station dunkel und kalt vor. Bei Temperaturen weit unter dem Gefrierpunkt und unter ständiger Gefahr einer Kohlendioxidvergiftung untersuchte Dschanibekow das elektrische System der Saljut. Er trennte unbrauchbare Batterien ab und schaltete die anderen so, dass nur jeweils eine Batterie geladen wurde, nachdem das Sojus-Raumschiff die Station so gedreht hatte, dass die Solarzellen zur Sonne ausgerichtet war.
So konnten Dschanibekow und Sawinych in den folgenden Tagen die Raumstation wieder notdürftig in Betrieb nehmen. Zwei Raumfrachter brachten Ersatzteile und Lebensmittel. Am 2. August 1985 führten Dschanibekow und Sawinych einen Ausstieg durch, um neue Solarzellen zu montieren. Dabei wurden neue Raumanzüge verwendet, die mit einem der Frachter angeliefert worden waren.
Im September 1985 waren die Reparaturarbeiten so weit abgeschlossen, dass der normale Betrieb wieder aufgenommen werden konnte. Am 18. September koppelte Sojus T-14 an. An Bord waren mit Wladimir Wasjutin und Alexander Wolkow zwei der ursprünglich vorgesehenen Besatzungsmitglieder. Sawinych, der ebenfalls zur ursprünglich vorgesehenen Mannschaft gehörte, war bereits an Bord.
Das dritte Besatzungsmitglied von Sojus T-14 war der erfahrene Ingenieur Georgi Gretschko, dessen Aufgabe es war, die Station genau zu untersuchen. Nach einer Woche zu fünft bestiegen Dschanibekow und Gretschko das Raumschiff Sojus T-13 und führten umfangreiche Annäherungstests an die Raumstation durch. Die Landung fand am 26. September 1985 statt. Die Mission von Sojus T-13 gilt als eine der umfangreichsten Reparaturarbeiten im Weltraum.
Während dieses Fluges gelang es Dschanibekow, die besondere Art der freien Rotation zu dokumentieren, die ein unregelmäßig geformter Körper ausführt, wenn er nicht um eine Hauptträgheitsachse rotiert (siehe Dschanibekow-Effekt).
Am Tag nach seiner Landung wurde Dschanibekow zum Generalmajor der sowjetischen Luftstreitkräfte befördert.
Dieser Einsatz wird im Film Salyut-7 dramaturgisiert.

### Nach den Raumflügen
Dschanibekow trat am 24. Juni 1986 aus dem Kosmonautenkorps aus und wurde stellvertretender Bereichsleiter im Juri-Gagarin-Kosmonautentrainingszentrum, 1988 stieg er zum Bereichsleiter auf und behielt diese Position auch nach dem Zerfall der Sowjetunion bis zum Erreichen der Altersgrenze im August 1997. Auch danach war er noch als wissenschaftlicher Mitarbeiter tätig.

## Weitere Tätigkeiten

### Malerei

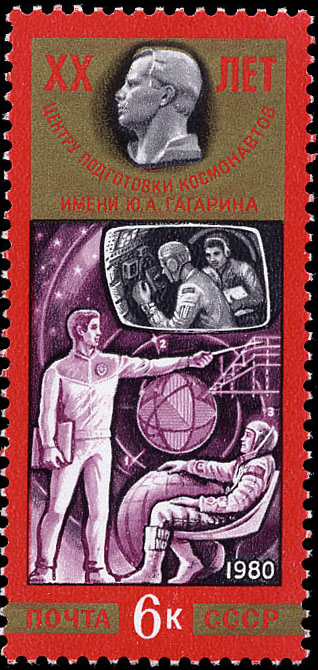
Dschanibekow entwarf diese sowjetische Briefmarke

Schon als Kind begann Dschanibekow mit der Malerei. Inzwischen ist er neben Alexei Leonow und Alan Bean der dritte Raumfahrer, dessen Werke in Museen ausgestellt wurden. Die Motive seiner Gemälde entnimmt er seinen Weltraum-Missionen. Dschanibekow illustrierte auch mehrere Bücher, außerdem entwarf er vier Briefmarken für die sowjetische Post.

### Ballonfahrten
Zwischen 1991 und 1998 machte er zusammen mit Larry Newman mehrere erfolglose Versuche einer Weltumrundung in Heißluft- und Gasballons.

### Politik
Dschanibekow war von 1970 bis 1991 Mitglied der KPdSU. Er war Abgeordneter im Obersten Sowjet der Usbekischen SSR.

## Ehrungen
Dschanibekow hat unter anderem folgende Auszeichnungen erhalten:
- Held der Sowjetunion (zweifach: 16. März 1978, 30. März 1981)
- Leninorden (fünffach: 1978, 1981, 1982, 1984, 1985)
- Orden des Roten Sterns (1976)[2]
- Orden der Freundschaft (1996)[2]
- Mitglied der Russischen Akademie der Wissenschaften
- Orden der Flagge der Ungarischen Volksrepublik III. Klasse (1980)[2]
- Held der Mongolei (1981)[2]
- Suche-Bator-Orden (Mongolei, 1981)[2]
- Kommandeur der französischen Ehrenlegion (1982)[2]
- K.-E.-Ziolkowski-Goldmedaille (1987)[2]
- Medaille „Für Verdienste in der Weltraumforschung“ (2011)[2]
- Ehrenbürger von Gagarin (1978), Kaluga (1978), Baikonur (1978),[2] Arqalyq, Ulaanbaatar sowie Houston
- Pilot-Kosmonaut der Sowjetunion (1978)
- Der Asteroid des äußeren Hauptgürtels (3170) Dzhanibekov, den der sowjetische Astronom Nikolai Tschernych am 24. September 1979 entdeckt hatte, wurde nach ihm benannt.[3]

## Privates
Dschanibekow ist in zweiter Ehe verheiratet und hat zwei Kinder aus erster Ehe. Nach ihm wurde der Dschanibekow-Effekt bezeichnet. Er war Trauzeuge bei der Hochzeit Franz Viehböcks.